# カール・ヴィルヘルム・フォン・クッパー

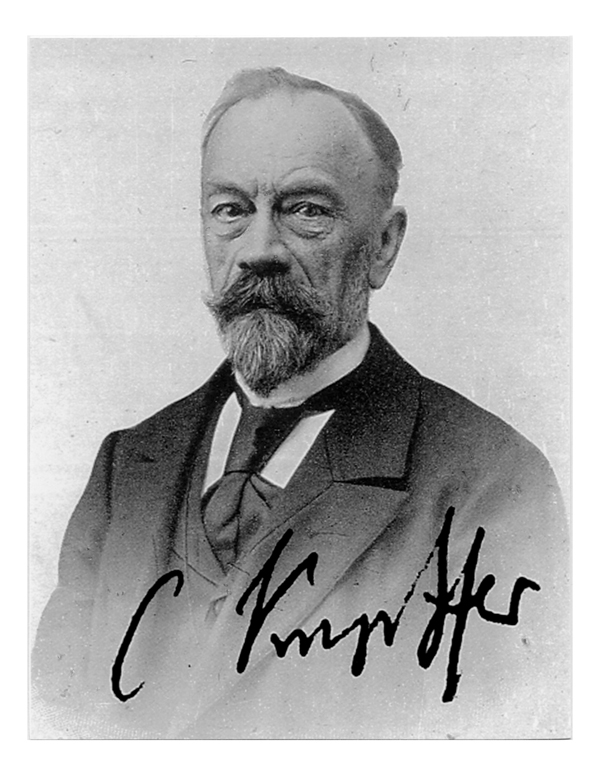
Karl Wilhelm von Kupffer

カール・ヴィルヘルム・フォン・クッパー（Karl Wilhelm von Kupffer、1829年11月14日 - 1902年12月16日）はドイツの解剖学者である。肝臓の類洞の異物貪食細胞であるクッパー細胞の発見などで知られる。

## 来歴
現在はラトビアであるクールラントのLesteneに牧師の息子として生まれた。1854年にタルトゥ大学で医学の博士号を取得した後、ウィーン、ベルリン、ゲッティンゲンなどでエミール・デュ・ボワ＝レーモンやヨハネス・ペーター・ミュラーのもとで研究した。1858年にタルトゥに戻り、1865年まで解剖学を研究した。1866年にキール大学の解剖学教授に任命された1875年から1880年まではケーニヒスベルク大学の解剖学の教授を務めた。1880年から1901年に引退するまで、ミュンヘンのルートヴィヒ・マクシミリアン大学で解剖学研究所の教授、学芸員を務めた。

## 業績
組織学、解剖学、発生学の分野の仕事で知られている。1876年、肝臓の切片を染色して突起を放射状に伸ばしている細胞を発見し「星細胞」(Sternzellen)と命名した。1899年、肝臓の類洞の壁に異物を貪食する細胞の存在を確認し、これを星細胞と同一のものと考えた。後年、日本の和気健次郎が2つの論文を精査し、2つの細胞が別のものであることを示し、はじめに報告されたものが「星細胞」または「伊東細胞」とし、後に発見したものがクッパー細胞と呼ばれることになった。

## 主な論文
- De medullae spinalis textura in ranis ratione imprimis habita indolis substantiae cinerae, 1854
- Der Schadel von Immanuel Kant, Archiv fur Anthropologie, Band 13
- Uber Sternzellen in der Leber, brief an Prof. Waldyer, 1876, Archiv, Mikroskopische Anatomie, 12, 352-358
- Uber die sogennanten Sternzellen der Saugethierleber, Archiv, Mikroskopische Anatomie, 1899, 54, 254-288
- Uber Sternzellen der Leber, Versammlung 1898, Veroffentlicht 1898, anatomische Geselschaft